# 奧梅利科韋 (涅德里蓋利夫區)
50°57′50″N 33°48′23″E / 50.96389°N 33.80639°E
奧梅利科韋（烏克蘭語：Омелькове）是位於烏克蘭東北部的村莊，由蘇梅州羅姆內區的內德里海利夫市鎮負責管轄。該村處於比日河右岸，距離比日1公里，海拔高度172米，2001年人口55。